# Jan Michoń
Jan Michoń (ur. 1 czerwca 1888, zm. 1 września 1939 w Gdańsku) – p.o. dyrektor Poczty Polskiej w Wolnym Mieście Gdańsku, kawaler Krzyża Zasługi.  Poległy w czasie obrony Poczty Polskiej w Gdańsku.

## Obrona Poczty Polskiej w Gdańsku
1 września 1939 roku wraz z pocztowcami, którzy zostali na noc, wziął udział w trwającej około czternaście godzin obronie. Podczas walk został lekko ranny. Około godziny 18 (po wcześniejszym podpaleniu budynku) podjęto decyzję o kapitulacji. Michoń opuścił gmach jako pierwszy, z białym ręcznikiem w dłoni. Zginął śmiertelnie ugodzony kulą w brzuch. Został pochowany na Cmentarzu na Zaspie.
1 września 2021 roku został upamiętniony wraz z Konradem Guderskim i Alfonsem Flisykowskim na srebrnej monecie kolekcjonerskiej „Obrona Poczty Polskiej w Gdańsku. Agresja Niemiec na Polskę” o nominale 20 zł oraz na okolicznościowym znaczku pocztowym o tym samym tytule.

## Ordery i odznaczenia
- Krzyż Srebrny Orderu Virtuti Militari nr 13757[2]
- Krzyż Zasługi

## Przypisy

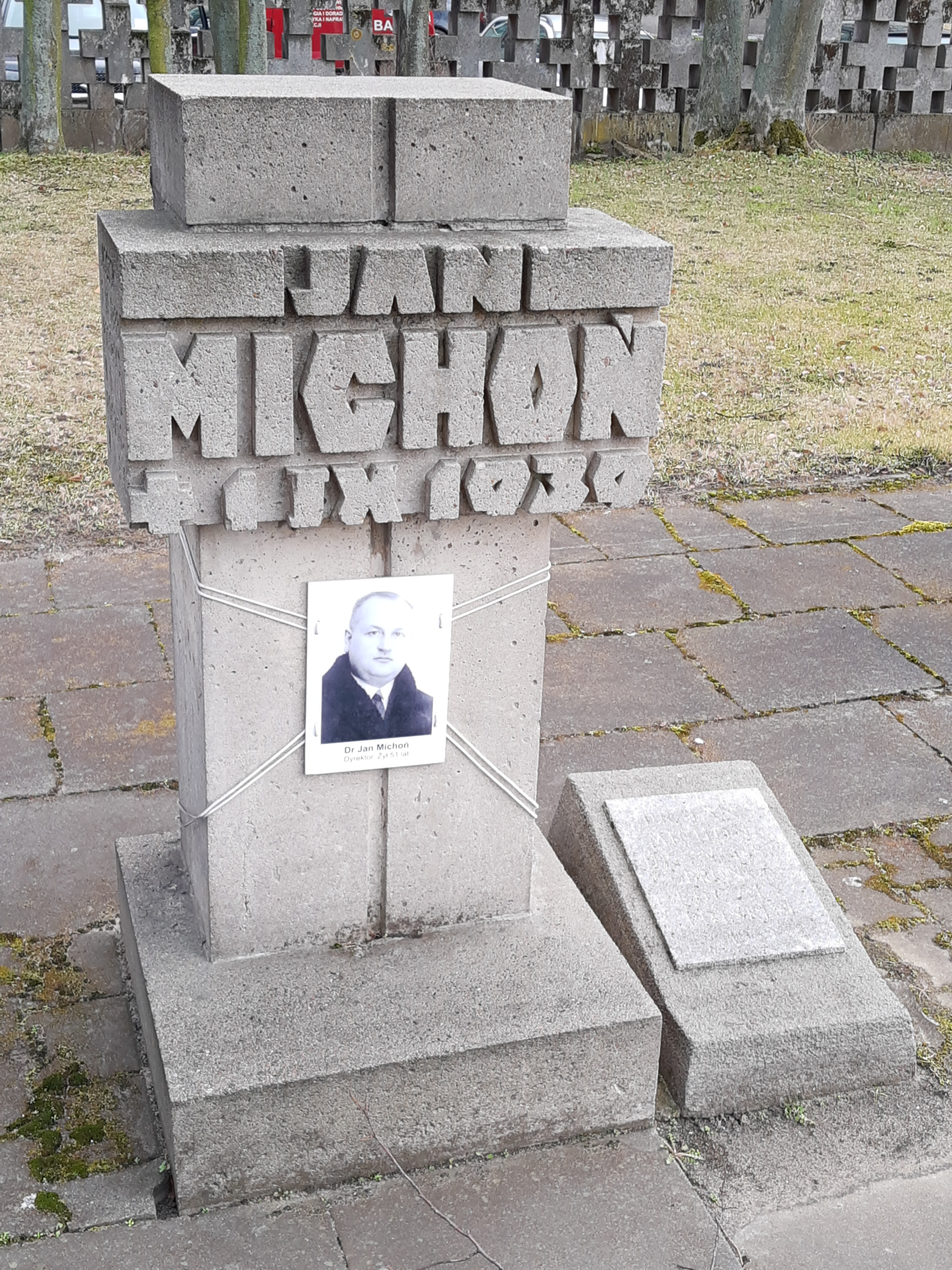
Grób Jana Michonia na Cmentarzu Ofiar Hitleryzmu na Zaspie